# Przylądek Igielny
Przylądek Igielny (ang. Cape Agulhas, afr. Kaap Agulhas, port. Cabo das Agulhas, wym. [ˈkaβu ðɐz ɐˈɣuʎɐʃ]) – przylądek stanowiący najbardziej wysunięty na południe kraniec Afryki. Przebiegający przez niego południk uznawany jest za umowną granicę dwóch oceanów: Indyjskiego i Atlantyckiego.
Nazwa Przylądka Igielnego w języku portugalskim, Agulhas, dosłownie oznaczająca „igły”, prawdopodobnie odnosi się do poszarpanych skał, o które rozbijały się statki, lub do zerowej deklinacji magnetycznej w tym rejonie na przełomie XV i XVI w., dzięki czemu igła kompasu wskazywała dokładnie kierunek północy geograficznej. W 1849 na przylądku zbudowano latarnię morską.

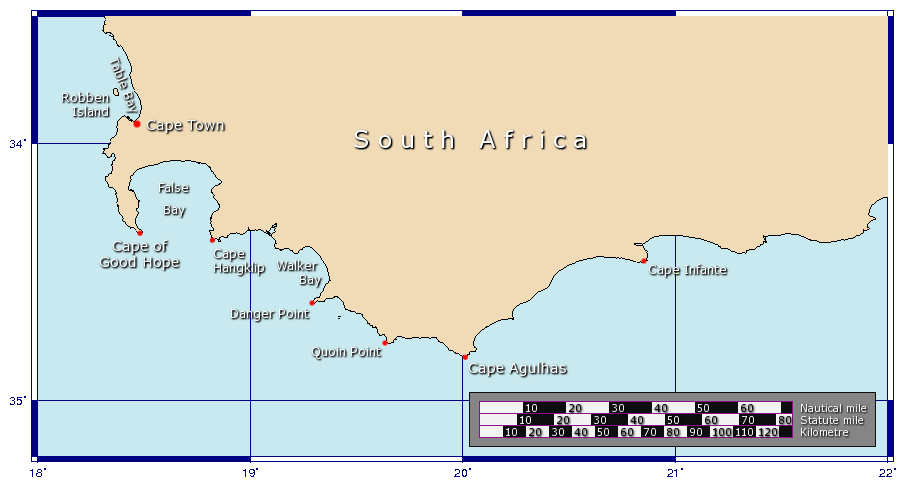
Położenie na mapie
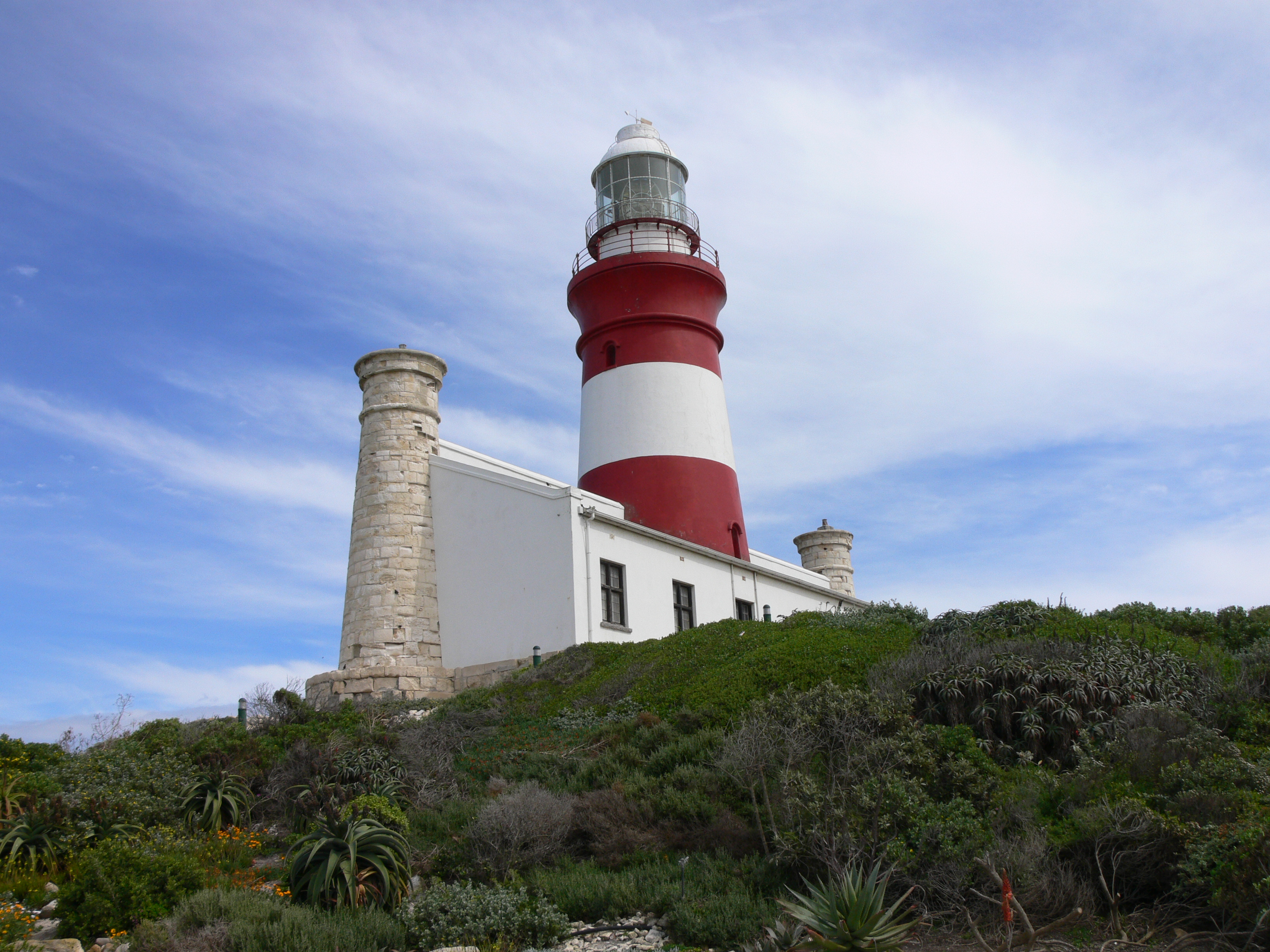
Latarnia przylądkowa